# Wielki Wołoszyn
Der Wielki Wołoszyn ist ein Berg in der polnischen Hohen Tatra mit einer Höhe von 2155 m n.p.m.

## Lage und Umgebung
Unterhalb des Gipfels liegen die Täler Dolina Roztoki und Dolina Waksmundzka. 
Nachbargipfel im Massiv des Wołoszyn sind Mały Wołoszyn, der von ihm durch den Bergpass Wołoszyńska Szczerbina getrennt wird, und der Pośredni Wołoszyn, der von ihm durch den Bergpass Wyżnia Wołoszyńska Przełęcz getrennt wird. Der Wielki Wołoszyn ist der höchste Punkt des Massivs.

## Etymologie
Der Name Wielki Wołoszyn lässt sich als Großer Wołoszyn übersetzen. 

## Tourismus
Die Wielki Wołoszyn war von 1903 bis 1932 Teil des Höhenwegs Orla Perć. Der Abschnitt vom Bergpass Krzyżne bis zur Alm Polana pod Wołoszynem wurde jedoch 1932 geschlossen. Das Gebiet stellt seither ein striktes Naturreservat dar. Es ist für Wanderer nicht zugänglich.

## Belege
- Zofia Radwańska-Paryska, Witold Henryk Paryski, Wielka encyklopedia tatrzańska, Poronin, Wyd. Górskie, 2004, ISBN 83-7104-009-1.
- Tatry Wysokie słowackie i polskie. Mapa turystyczna 1:25.000, Warszawa, 2005/06, Polkart ISBN 83-87873-26-8.